# Onekama
Onekama é uma vila localizada no estado americano que fica em Michigan, no Condado de Manistee.

## Demografia
Segundo o censo americano de 2000, a sua população era de 647 habitantes.
Em 2006, foi estimada uma população de 630, um decréscimo de 17 (-2.6%).

## Geografia
De acordo com o United States Census Bureau tem uma área de
1,5 km², dos quais 1,5 km² cobertos por terra e 0,0 km² cobertos por água. Onekama localiza-se a aproximadamente 226 m acima do nível do mar.

## Localidades na vizinhança
O diagrama seguinte representa as localidades num raio de 28 km ao redor de Onekama.